# باري مايرز
باري مايرز (بالإنجليزية: Barry Myers)‏ هو مخرج بريطاني، ولد في 1 يونيو 1937 في لندن في المملكة المتحدة، وتوفي في أغسطس 2016.

## وصلات خارجية
- باري مايرز على موقع IMDb (الإنجليزية)